# Vinko Puljić
Vinko Puljić (Priječani, 8 september 1945) is een Bosnisch-Kroatisch geestelijke en kardinaal van de Rooms-Katholieke Kerk.

## Jeugd
Puljić werd geboren in het plaatsje Priječani bij Banja Luka als zoon van rooms-katholieke, Bosnisch-Kroatische ouders Ivan en Kata Puljić. Zijn moeder stierf toen hij drie jaar oud was. Zijn vader hertrouwde vervolgens. Naast zijn familie, was de geestelijke vorming van Puljić sterk beïnvloed door de trappistenabdij niet ver van zijn geboortedorp. Een van de monniken hielp Vinko's vader om zijn zoon naar het kleinseminarie in Zagreb te sturen. Vader Ante Artner verkocht zijn motor en gaf de opbrengst aan Vinko's vader, die niet genoeg geld had om zijn verblijf te betalen. Vinko studeerde vervolgens filosofie en theologie aan het grootseminarie van Đakovo.

## Priesterschap

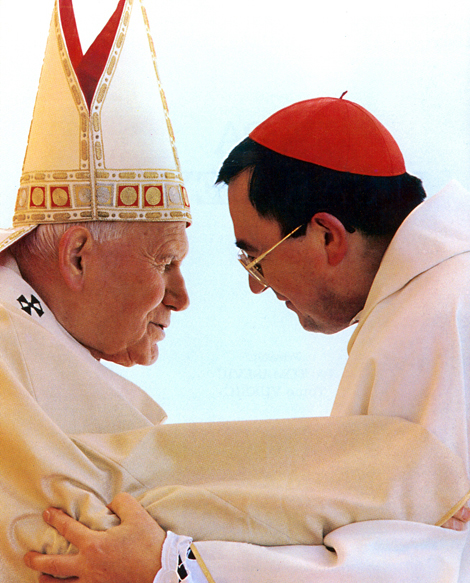
Puljić samen met paus Johannes Paulus II in 1997 in Bosnië en Herzegovina.

Puljić werd tot priester gewijd door bisschop Stjepan Bauerlein op 29 juni 1970, en vervolgens diende hij als kapelaan in het bisdom van Banja Luka tot 1973, waaruit hij een kerkjuridische beambte werd in de diocesane curie. Hij was pastoor in Sasina van juni tot november 1973, en in Ravska van 1973 tot 1978. In 1978 werd hij benoemd tot geestelijk leidsman van het kleinseminarie van Zadar. Gedurende deze tijd diende hij ook als biechtvader in een Benedictijner klooster en organiseerde spirituele retraites voor priesters, seminaristen en religieuzen.
In 1987 keerde hij terug naar het bisdom van Banja Luka, waar hij diende als pastoor in de plaats Gradiška. Hij werd in 1990 overgeplaatst naar Sarajevo als vice-rector van het grootseminarie in Sarajevo.

## Bisschop
Op 19 november 1990 werd Puljić benoemd tot aartsbisschop van het aartsbisdom Vrhbosna door paus Johannes Paulus II. Hij werd daarmee de zesde aartsbisschop na het herstel van de gewone kerkelijke hiërarchie in 1881 na de Turkse bezetting, die meer dan vier eeuwen had geduurd. De wijding volgde op 6 januari 1991 door paus Johannes Paulus II zelf, met aartsbisschoppen Giovanni Battista Re en Justin Francis Rigali als co-consecrators, in de Sint-Pietersbasiliek.
Puljić werd tijdens het consistorie van 26 november 1994 kardinaal gecreëerd. Hij kreeg de rang van kardinaal-priester. Zijn titelkerk werd de Santa Chiara a Vigna Clara. Hij was 49 jaar oud toen hij het jongste lid werd van het College van Kardinalen. Puljić nam deel aan de conclaven van 2005, 2013 en dat van 2025.
Op 18 oktober 2001 werd Puljić benoemd als baljuw van het Grootkruis van Eer en Devotie in de Orde van Malta. Hij diende als voorzitter van de bisschoppenconferentie van Bosnië-Herzegovina (1995-2002 en 2005-2010). Op 18 september 2012 benoemde paus Benedictus XVI hem als synodevader van de 13e algemene vergadering van de Synode van bisschoppen die werd gehouden in oktober 2012.
Puljić ging op 29 januari 2022 met emeritaat.

## Visie

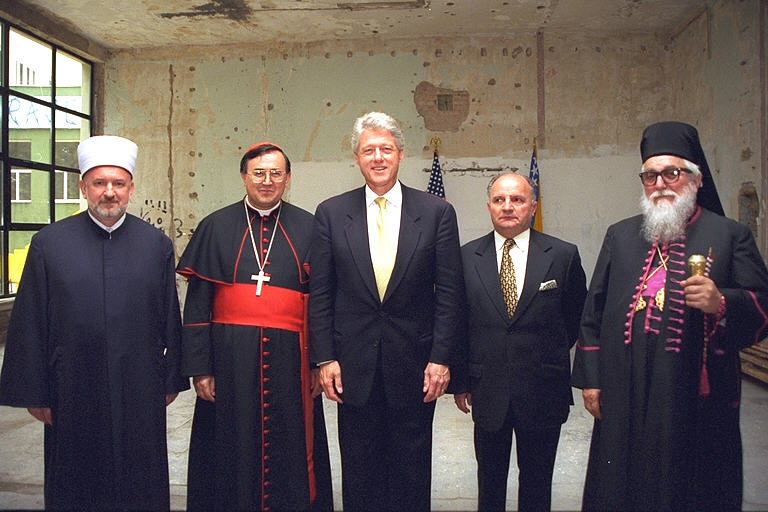
Puljić samen met Bill Clinton, islamitische en Servisch-orthodoxe geestelijken in Sarajevo.

### Rol tijdens de Bosnische Burgeroorlog
Toen de Bosnische Burgeroorlog uitbrak in 1992, werd Puljić direct betrokken bij het helpen van duizenden vluchtelingen en slachtoffers. Tijdens de oorlog riskeerde hij vaak zijn leven door te reizen naar zijn parochies. Tijdens een van deze reizen werd hij gevangengenomen door Servische militairen in Ilijaš. Paus Johannes Paulus II zei ooit tegen Puljić: "Toen ik mijn handen legde op u... om u te wijden in het ambt van bisschop van de kerk van Sarajevo, had ik geen idee dat zeer binnenkort uw kruis zo zwaar zou zijn en uw kop zo bitter zou zijn."

### Međugorje
Puljić sprak tijdens de vergadering van de bisschoppensynode in 2004. Daar klaagde hij dat de gerapporteerde verschijningen in Međugorje de bron van verdeeldheid binnen de kerk was, en hij was betrokken bij de oprichting van een commissie om de vermeende Mariaverschijningen te onderzoeken.

### Relatie met moslims
Volgens Puljić was de band met de moslims vóór de oorlog veel beter, maar dat de relatie daarna verslechterde. Dit merkte men als eerst aan de distributie van buitenlandse hulpgoederen uit Arabische landen, die alleen aan Bosniakken werden verstrekt. Puljić waarschuwde in 2012 voor de verspreiding van het wahabisme in Zuidoost-Europa, vooral in Bosnië en Herzegovina. Volgens Puljić kan de overheid dit niet voorkomen. Tegelijkertijd sprak hij over de discriminatie van katholieken in Bosnië en Herzegovina en dat katholieken gelijk behandeld moeten worden op het gebied van educatie, werk et cetera. Hij bevestigde dat hij zich zal inzetten voor een betere band tussen katholieken en moslims in Bosnië en Herzegovina.
- Gemeinsame Normdatei: 122052005
- International Standard Name Identifier: 0000 0001 0899 8715
- Library of Congress Control Number: n96086970
- Nationale Bibliotheek van Tsjechië: jn20030901036
- Virtual International Authority File: 50098942
- WorldCat: E39PBJB4cdjVPWydb8TYpgGfv3